# William Rose Benét
William Rose Benét (New York, 2 febbraio 1886 – New York, 4 maggio 1950) è stato un poeta statunitense.

## Biografia
Fratello maggiore di Stephen Vincent Benét, William Rose Benét nacque a Brooklyn, figlio di James Walker Benét e Frances Neill Rose. Dopo gli studi a Yale, nel 1924 fondò il Saturday Review, che continuò a scrivere ed editare fino alla morte. Nel 1942 la sua autobiografia poetica The Dust Which Is God gli valse il Premio Pulitzer per la poesia, un riconoscimento che il fratello minore Stephen avrebbe vinto a sua volta due anni più tardi.
Benét fu sposato quattro volte. Dal primo matrimonio con Teresa France Thomson ebbe tre figli: James Walker, Frances Rosemary e Kathleen Anne Benét. Rimasto vedovo nel 1919 dopo sette anni di matrimonio, nel 1923 si risposò con la poetessa Elinor Wylie, ma anche dal secondo matrimonio Benét emerse vedovo dopo la morte della scrittrice nel 1928. Dal 1932 al 1937 fu sposato con Lora Baxter e, dopo il divorzio, si risposò con Marjorie Flack nel 1941 e la coppia rimase insieme fino alla morte dello scrittore nel 1950.

## Opere
- Merchants of Cathay (1913)
- The Great White Wall: A Poem (1916)
- Perpetual Light: A Memorial (1919)
- Moons of Grandeur: A Book of Poems (1920)
- Dry Points: Studies in Black and White (1921)
- The Flying King of Kurio: A Story of Children (1926)
- Wild Goslings: A Selection of Fugitive Pieces (1927)
- Starry Harness (1933)
- Pocket University: Guide to Daily Reading (1934)
- Golden Fleece: A Collection of Poems and Ballads Old and New (1935)
- Great Poems of the English Language (1936)
- Mad Blake: A Poem (1937)
- Day of Deliverance: A Book of Poems in Wartime (1940)
- The Dust Which is God: A Novel in Verse (1941)
- The Stairway of Surprise: Poems (1947)
- Timothy's Angels, Verse (1947)
- The Spirit of the Scene (1951)